# Gauley Bridge
Gauley Bridge és una població dels Estats Units a l'estat de Virgínia de l'Oest. Segons el cens del 2000 tenia 738 habitants.

## Demografia
Segons el cens del 2000, Gauley Bridge tenia 738 habitants, 325 habitatges, i 205 famílies. La densitat de població era de 177 habitants per km².
Dels 325 habitatges en un 28% hi vivien nens de menys de 18 anys, en un 42,8% hi vivien parelles casades, en un 15,1% dones solteres, i en un 36,9% no eren unitats familiars. En el 31,4% dels habitatges hi vivien persones soles el 13,8% de les quals corresponia a persones de 65 anys o més que vivien soles. El nombre mitjà de persones vivint en cada habitatge era de 2,26 i el nombre mitjà de persones que vivien en cada família era de 2,8.
Per edats la població es repartia de la següent manera: un 22,6% tenia menys de 18 anys, un 11,7% entre 18 i 24, un 26,3% entre 25 i 44, un 23,3% de 45 a 60 i un 16,1% 65 anys o més.
L'edat mediana era de 35 anys. Per cada 100 dones de 18 o més anys hi havia 86 homes.
La renda mediana per habitatge era de 22.500 $ i la renda mediana per família de 25.987 $. Els homes tenien una renda mediana de 26.250 $ mentre que les dones 19.688 $. La renda per capita de la població era d'11.820 $. Entorn del 26,7% de les famílies i el 33,4% de la població estaven per davall del llindar de pobresa.

## Poblacions més properes
El següent diagrama mostra les poblacions més properes.